# Пластмассовый век
«Пластмассовый век» (англ. The Plastic Age) — немой чёрно-белый фильм 1925 года, поставленный режиссёром Уэсли Рагглзом по одноимённому роману Перси Маркса. Имел большой успех у публики. После этого фильма начался стремительный взлёт карьеры Клары Боу.

## Сюжет
В колледж Прескотт поступает новичок — прилежный студент и чемпион по бегу Хью Карвер. Он с первого взгляда влюбляется в Синтию Дэй, звезду студенческого городка, которая прославилась своим разгульным образом жизни. Хью и Синтия начинают встречаться. В колледже на Хью возлагают большие надежды, однако затягивающиеся за полночь свидания с Синтией выматывают его настолько, что на спортивные тренировки не остаётся сил. Родители юноши и тренер Хенли приходят в отчаянье.
После одной безумной ночи, когда Хью спасает своего соперника Карла Петерса от преследования полиции, Синтия понимает, что толкает его на кривую дорожку и принимает благородное решение больше с ним не встречаться. Хью быстро восстанавливает спортивную форму, и благодаря ему футбольная команда колледжа побеждает на соревнованиях. Наградой самому Карверу становится любовь Синтии.

## В ролях
| Актёр          | Роль         |
| -------------- | ------------ |
| Клара Боу      | Синтия Дэй   |
| Дональд Кит    | Хью Карвер   |
| Гилберт Роланд | Карл Петерс  |
| Дэвид Батлер   | тренер Хенли |